# Lost pearls
Lost pearls is een verzamelalbum van Wishbone Ash.
Het betreft echter een verzamelalbum van muziek die werd opgenomen in het tijdperk dat de muziekgroep in de Verenigde Staten vertoefde, maar die nooit eerder was uitgebracht. De opnamen kwamen aan het licht toen er een schuur opgeruimd moest worden. Er bleken drie auto's vol opnamebanden te staan. Er moest echter in 2000 apparatuur gevonden worden die die geluidsbanden kon lezen. Toen de muziek werd afgespeeld, bleek er dusdanig goed materiaal tussen te zitten, dat aan Martin Turner werd gevraagd die opnieuw te mixen en te beluisteren, om dan op album uitgebracht te kunnen worden.

## Musici
De band zag toen als volgt uit:
- Andy Powell – gitaar, zang
- Laurie Wisefield – gitaar, zang
- Martin Turner – basgitaar, zang
- Steve Upton – slagwerk

## Muziek
| Nr. | Titel                                  | Duur |
| --- | -------------------------------------- | ---- |
| 1.  | Is justice done                        |      |
| 2.  | The bells chime                        |      |
| 3.  | Word on you                            |      |
| 4.  | Out on a limb                          |      |
| 5.  | Where you been                         |      |
| 6.  | Halfway house (Turner zong)            |      |
| 7.  | Halfway house (Claire Hammill zong)    |      |
| 8.  | Foorball and bading                    |      |
| 9.  | John Sherry jam                        |      |
| 10. | Too much monkey business (live-opname) |      |
| 11. | Night hawker                           |      |
| 12. | Sheriff of Sherwood (demo)             |      |